# Stazione di Pontecagnano
A Stazione di Pontecagnano vasútállomás Olaszországban, Pontecagnano Faiano területén található.

## Vasútvonalak
Az állomást az alábbi vasútvonalak érintik:
- Battipaglia–Reggio di Calabria-vasútvonal
- Salerno–Potenza-vasútvonal

## Kapcsolódó állomások
A vasútállomáshoz az alábbi állomások vannak a legközelebb:
- Stazione di Montecorvino
- Stazione di Salerno